# 圣卢 (汝拉省)
圣卢（法語：Saint-Loup，法語發音：[sɛ̃ lu]）是法国汝拉省的一个市镇，位于该省西北部，属于多勒区。

## 地理
圣卢（47°0'18"N, 5°18'34"E）面积9.58 平方千米，位于法国勃艮第-弗朗什-孔泰大區汝拉省，该省份为法国东部内陆省份，北起上索恩省，西北接科多尔省，西临索恩-卢瓦尔省，南至安省，东与杜省和瑞士接壤。
与圣卢接壤的市镇（或旧市镇、城区）包括：圣欧班、布斯朗日、蒂谢、阿努瓦尔、舍曼、珀瑟。

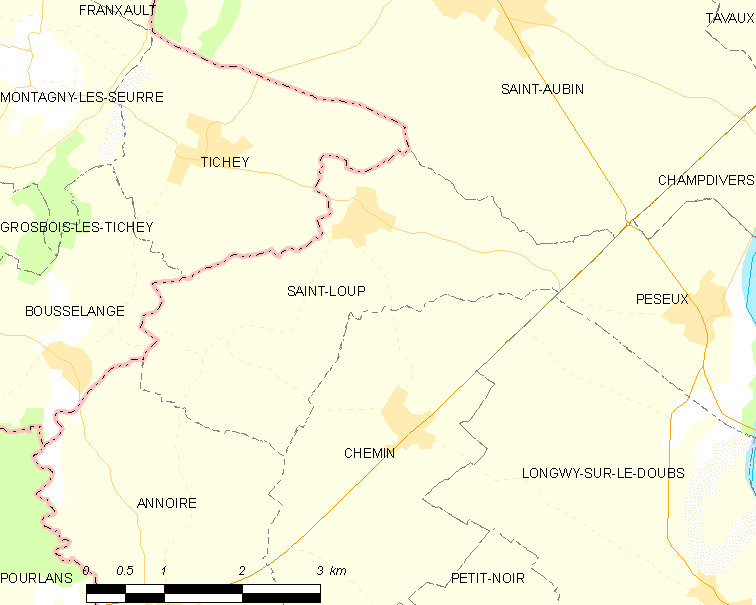
的OSM定位图

圣卢的时区为UTC+01:00、UTC+02:00（夏令时）。

## 行政
圣卢的邮政编码为39120，INSEE市镇编码为39490。

## 政治
圣卢所属的省级选区为塔沃县。

## 人口

1962-2008年间人口变化图示

圣卢于2022年1月1日时的人口数量为239人。